# UN-SPIDER
UN-SPIDER (от англ. United Nations Platform for Space-based Information for Disaster Management and Emergency Response — Платформа ООН для использования космической информации для предупреждения и ликвидации чрезвычайных ситуаций и экстренного реагирования) — программа Управления по вопросам космического пространства ООН (UNOOSA), связанная с применением космических технологий (космические фотоснимки, спутниковая телефония, навигация) при предупреждении и ликвидации чрезвычайных ситуаций.

## Космические технологии и реагирование на чрезвычайные ситуации
В связи с необходимостью прогнозирования и мониторинга стихийных бедствий 14 декабря 2006 года Генеральная Ассамблея ООН в своём решении 61/110 признала необходимость применения спутников дистанционного зондирования Земли при принятии решений и оценке ущерба. Для улучшения работ по ликвидации последствий землетрясений, наводнений, штормов используется оперативная информация, получаемая с метеорологических спутников и спутников, имеющих возможность получать детальные снимки поверхности. Также используется космическая навигация и связь (спутниковая телефония).
В рамках резолюции Ассамблея учредила программу UN-SPIDER, целью которой является предоставление странам и организациям доступа ко всем видам информации, получаемой со спутников в целях предупреждения и ликвидации последствий чрезвычайных ситуаций. В рамках программы работает центр передачи информации, организуется связь между организациями, работающими в регионах бедствий, и операторами космических аппаратов.
Офисы UN-SPIDER расположены в Вене (Австрия), в Бонне (Германия) и в Пекине (Китай).
Венский офис является центральным и расположен в штаб-квартире Управления по вопросам космического пространства (Венский международный центр). Здесь происходит координирование общей деятельности программы, распределение финансов, координация региональных отделов и консультативно-технической поддержки. Поддерживается Венский офис правительством Австрии.
Офис в Бонне был открыт в октябре 2007 года при поддержке BMWi и DLR. Работники офиса поддерживают работу портала UN-SPIDER Knowledge Portal.
Штат в Пекине (открыт в ноябре 2010 года) в основном занимается консультативно-технической поддержкой в Азии и Тихоокеанском регионе.
В деятельности UN-SPIDER также участвуют региональные отделения поддержки (10 существует, 6 на стадии присоединения) и национальные координаторы (существуют в 38 странах).
Технические консультативные миссии открыты более чем в 20 странах.